# Polypogon maritimus
Polypogon maritimus is een eenjarige plant, die behoort tot de grassenfamilie. De soort komt van nature voor in Europa, Noord-Afrika en Zuidwest Azië en is verder verspreid naar Noord-Amerika, Australië en Nieuw-Zeeland. Polypogon maritimus is in Nederland zeer zeldzaam. Het aantal chromosomen is 2n = 14 of 42.
De polvormende plant wordt 10-50 cm hoog. Polypogon maritimus heeft rechtopstaande of geknikt opgaande stengels, die tot 50 cm lang zijn. Het lijnvormige, 5-10 cm lange en 2-5 mm brede blad is ruw. De bladschede is ook ruw. Het onregelmatig getande, behaarde tongetje is ten minste 6 mm lang.
Polypogon maritimus bloeit vanaf mei tot in juli. De bloeiwijze is een 1-7 cm lange, soms iets gelobde aarpluim, die vaak een aan de randen een paarse kleur heeft. Het geelachtig groene, diep tweelobbige aartje is 2-3 mm lang. De roodachtige, omgekeerd eirond-langwerpige, 1-2 mm lange kelkkafjes hebben aan de basis borstelhaartjes en de tweetandige top is ten minste 0,2 mm diep ingesneden. De kafnaald is 3–7 mm lang. Het onderste kroonkafje is 1–1,2 mm lang en heeft geen kafnaald. Het bovenste kroonkafje is evenlang als het onderste. De bloem heeft drie meeldraden met 0,3–0,4 mm lange helmknoppen.
De vrucht is een omgekeerd eirond-langwerpige, 0,7-0,9 mm lange graanvrucht.

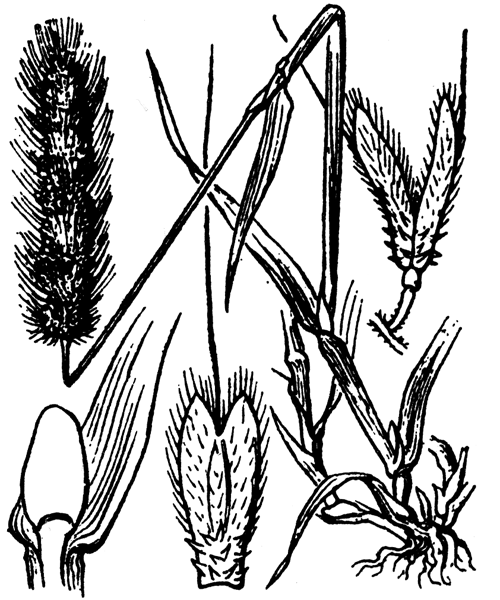
Illustratie
Herbarium exemplaar
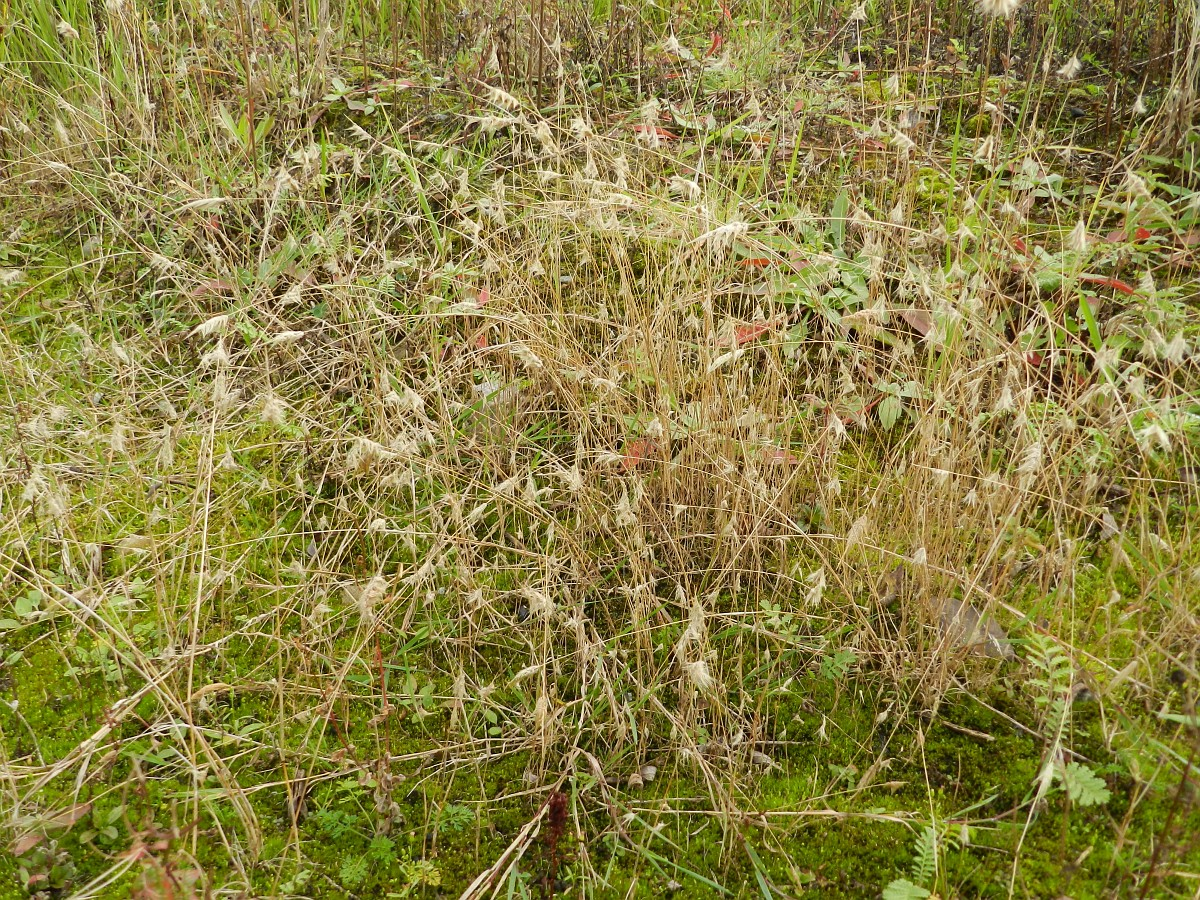
Planten
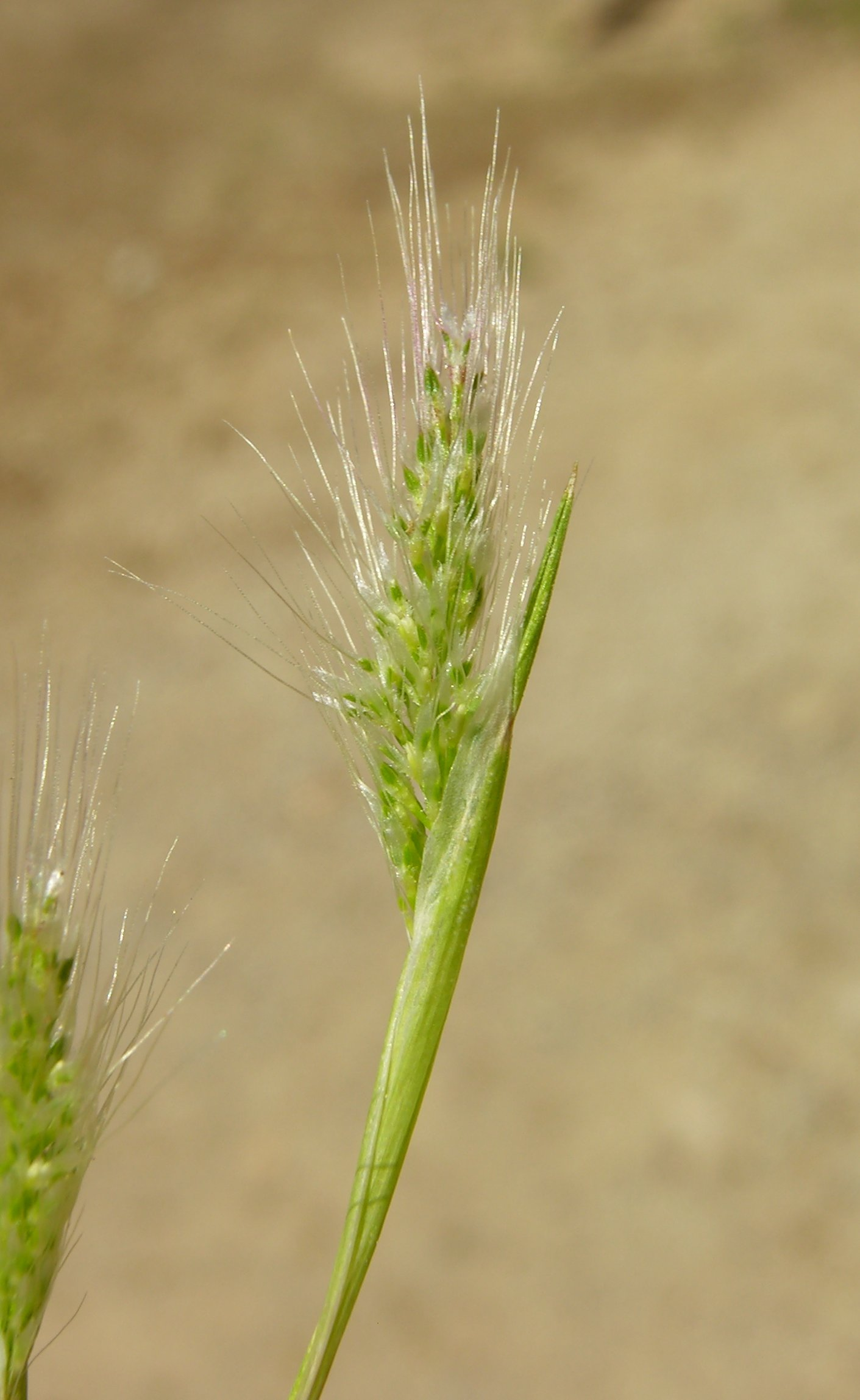
Bloeiwijze
Aartje
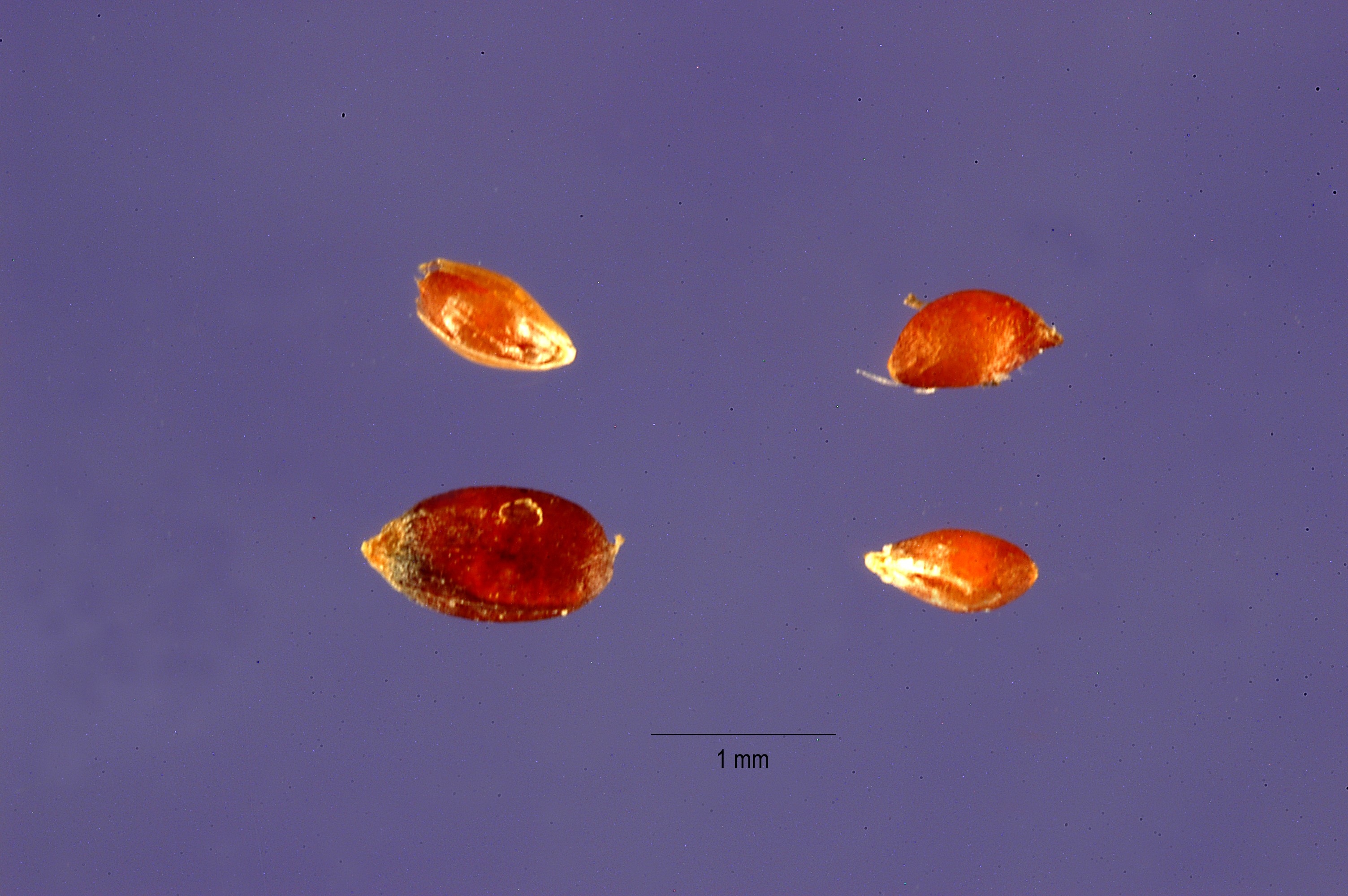
Graanvrucht

Polypogon maritimus komt voor in drassige weidlanden en in vochtige graslanden op berghellingen.